# Polewoj (rejon nowoanniński)
Polewoj (ros. Полевой) – osiedle w Rosji, w obwodzie wołgogradzkim, w rejonie nowoannińskim. W 2010 liczyło 355 mieszkańców.